# تيتيزيه-نويشتات
تيتيزي نيواشتات (بالألمانية: Titisee-Neustadt) هي ، ، مدينة وبلدة ألمانية تقع في ألمانيا في Breisgau-Hochschwarzwald.

## المدن التوأمة
مدن نوياشتات اين زاكسن وCoulommiers هي مدن توأمة لـتيتيزي نيواشتات.

## أعلام
- دانيال وايس
- مارا شيرزينغر
- الكسندر وايس
- ستيفان ماير